# Antonio Mercero Santos
Antonio Mercero Santos (1969, Madrid) es un escritor y guionista español, integrante del seudónimo Carmen Mola.
Es cocreador de Hospital Central una de las series más longevas del panorama televisivo español. Es hijo del cineasta Antonio Mercero y hermano del director de series de televisión, Ignacio Mercero.

## Biografía
Licenciado en Periodismo en la Facultad de Ciencias de la Información (1987-92). Mercero Santos empezó sus pasos como periodista siguiendo más tarde en el cine y la televisión como guionista. Mercero Santos fue autor de "Dentro del Paraíso" y antes trabajó para distintas series, entre ellas la exitosa "Farmacia de guardia", de su padre.
Fue periodista con Manu Leguineche en la agencia Lid y Fax Press (1990-92) y colaborador de La gaceta de los negocios en Nueva York; responsable de cine y vídeo en la revista ONOFF (1992-93).
En 1994, según sus palabras "pasa del periodismo y se pone a escribir guiones". 
Su obra en TV comienza con Farmacia de Guardia (1994-95), varias series modestas entre el 96 y el 99 ("Señor Alcalde", "En plena forma", "Una de dos", y otras que no salieron pero ayudaron a forjar al guionista que luego fue).
En 1999 entra en Videomedia para hacer 'Hospital Central'. Crea la serie con Jorge Díaz y Moisés Gómez. Escribe más de quince capítulos, coordina la tercera y la cuarta temporada, escribe pilotos de otras series, crea y coordina los guiones de la serie Lobos, crea con otros y escribe cuatro guiones de la sitcom Siete días al desnudo, escribe una novela y un libro de cuentos que no han sido publicados, y en la actualidad es coordinador de guiones en Videomedia.
Galardonado con el Premio Planeta 2021, con la novela "La Bestia", bajo el pseudónimo colectivo Carmen Mola, formado además por Jorge Díaz, y Agustín Martínez.

## Obra

### Televisiva
- MIR (2007-2008) (Guionista principal de la serie)
- Atropello (2006) (Telefilme)
- 7 días al desnudo (guionista)

- Dos vidas (2006) Episodio Tv
- Lobos Serie de TV (guionista)

- La vuelta a casa (2005) Episodio
- La deuda de Lucía (2005) Episodio
- El trato (2005) TV Episode Episodio
- Animales de compañía (2005) Episodio
- Dentro del Paraíso (2005) Telefilme.
- Hospital Central Serie de TV (cocreador y coordinador de guiones, autor de quince de los capítulos)

- Quédate conmigo (2001) Episodio (guionista)
- Lazos de sangre (2000) Episodio (guionista)
- Farmacia de guardia (1991) Serie de TV (guionista)

### Literaria
- La cuarta muerte. 2012. Espasa.
- La vida desatenta. 2014. DeBolsillo.
- El final del hombre. 2017. Alfaguara.  (1ª novela de la Inspectora Sofía Luna)
- El caso de las japonesas muertas. 2018. Alfaguara.  (2ª novela de la Inspectora Sofía Luna)
- Pleamar. 2021. Alfaguara.